# Philipp Konowski
Philipp Konowski (* 21. April 1961) ist ein deutscher Gitarrist, Songwriter und Autor für musikalische Lernbücher.

## Leben und Wirken
Philipp Konowski war ab 1974 Gitarrist in der Schülerband Virgin Crime, danach in der lokal bekannten Soul/Fusionband Chickenfarm, mit der er auch seine erste Vinylplatte aufnahm; anschließend absolvierte er ein Gitarrenstudium an der „Swiss Jazz School“ in Bern. Seit 1990 unterrichtet er an der Kunst- und Musikschule Böblingen im Bereich Jazz und Popularmusik; zu seinen Schülern gehört u. a. Jo Ambros. Weiterhin spielt er Konzerte und CD-Produktionen mit zahlreichen internationalen Künstlern sowie Kompositionen fürs Theater.
Als Studiomusiker wirkte er bei Einspielungen für zahlreiche CD-Produktionen und Verlage mit; außerdem trat er mit Künstlern wie Louisiana Red, John Kirkbride auf. Er ist auch Komponist für Popular- und Theatermusik und Autor von Gitarren-Lehrbüchern.

## Gitarren-Lehrbücher
- Guitar Lesson, Modern Blues Styles, m. Audio-CD von Philipp Konowski, Peter Kellert, Leu-Verlag 2001, ISBN 978-3-89775-022-7
- Guitar Lesson, Tapping, m. Audio-CD von Philipp Konowski, Peter Kellert, Leu-Verlag 2001, ISBN 978-3-89775-025-8

## Alben
- Sweeping: Spiel- und Lehrbuch mit CD / mit Peter Kellert, Bergisch Gladbach: Leu-Verlag, 2003, Compact Disc mit Playbacks, ISBN 3-89775-024-4
- Guitar Fire mit Peter Kellert, Andreas Lonardoni; München: Intersound, 1999
- Smooth, Groovin' and Jazzy mit Peter Kellert, 2001